# Hans-Joachim Heusinger
Pour les articles homonymes, voir Heusinger.
 (octobre 2018).
Hans-Joachim Heusinger, né le 7 avril 1925 à Leipzig et mort le 26 juin 2019, est un homme politique est-allemand. Il est ministre de la Justice de 1972 à 1990.

## Biographie
Hans-Joachim Heusinger suit une formation d'électricien entre 1939 et 1942 ; il obtient un diplôme. Il sert ensuite dans l'armée allemande jusqu'en 1945. De 1945 à 1951, il travaille comme électricien et ingénieur du câble. En 1947, il rejoint les libéraux-démocrates (LLPD). De 1951 à 1952, il est membre du conseil municipal de la ville de Leipzig. Il occupe également d'autres fonctions politiques, notamment au sein de la direction de son parti. De 1955 à 1960, il suit une formation par correspondance à l'Académie allemande des sciences politiques et juridiques de Potsdam.
Entre 1957 et 1959, il est directeur de la chambre de commerce et d'industrie de Cottbus. De 1959 à 1973, il est secrétaire du comité du parti et, de 1972 à 1980, en est le vice-président. À partir de 1961, il est député à la Chambre du peuple ; il y est d'abord membre de la Commission des lois, puis, de 1963 à 1973, membre de la Commission de l'industrie, de la construction et du transport. De 1972 à 1990, il est ministre de la Justice de la RDA, et, jusqu'en 1989, l'un des vice-président du Conseil des ministres.

## Distinctions
Hans-Joachim Heusinger est décoré en 1975 de l'ordre du Mérite patriotique.

## Sources
- (de) Cet article est partiellement ou en totalité issu de l’article de Wikipédia en allemand intitulé « Hans-Joachim Heusinger » (voir la liste des auteurs).